# Hethis
Hethis (auch Hethi) ist der Ort der ersten Klostergründung im Land der Sachsen – heute etwa dem deutschen Bundesland Niedersachsen und dem Gebiet Westfalens entsprechend. Die Gründung erfolgte wenige Jahre nach der Unterwerfung und Christianisierung der Sachsen. Das Kloster bestand nur wenige Jahre und ist der Vorläufer des Klosters Corvey im heutigen Höxter. Hethis wurde bislang nicht genau lokalisiert.

## Geschichte
Die Kloster-Gründung wird Hathumar, dem ersten Paderborner Bischof zugeschrieben. Es wurde als Dependance der Abtei Corbie unter Ludwig dem Frommen im Jahre 815 an einem Ort namens „Hethis“ gegründet und bereits nach wenigen Jahren, im September 822, nach Corvey verlegt. Hethis war somit der Vorläufer des Klosters Corvey, das sich im 9. und 10. Jahrhundert zu einem bedeutenden Kulturzentrum im nordwestlichen Europa entwickelte.
Der Umzug der Mönche von Hethis nach Corvey im September 822 soll länger als eine Tagesreise gedauert haben:

„Am 25. dieses Monats machten sich die Älteren und die Klosterschüler von dem Orte auf, wo sie bisher gewohnt hatten, mit ihrer ganzen Habe und kamen an dem anderen Tage in dem neu bestimmten Orte an.“

## Lokalisierung
Wo Hethis sich befand, ist umstritten. Es gibt in der Literatur im Wesentlichen zwei Richtungen: Nach einer Meinung soll Hethis bei Neuhaus im Solling gelegen haben, nach einer anderen Meinung unweit von den Externsteinen.
Der vermutete Standort in der Nähe von Neuhaus im Solling ist etwa zehn Kilometer Luftlinie von Corvey entfernt. Weshalb die Mönche bei ihrem Umzug dann erst am nächsten Tag in Corvey angekommen wären, ist nicht bekannt. In Neuhaus befand sich ein Teich („Möncheteich“), der zu dem Kloster gehört haben soll.
Nach der Auffassung von Walther Matthes soll sich Hethis bei den Externsteinen (ca. 40 km von Corvey) befunden haben, und zwar auf deren nördlichem Vorgelände. Matthes legt diese These ausführlich in seinem Werk Corvey und die Externsteine dar.
In eine ähnliche Richtung argumentierte bereits zuvor Wilhelm Teudt. Dieser meinte, der Hof Gierke in Oesterholz, südwestlich der Externsteine, sei die gesuchte Stelle des Klosters Hethis. Teudt verwendet bewusst den Ortsnamen als „Hethi“ statt „Hethis“.
Ein weiterer Ort, der auf Grund seiner Namensgeschichte von Birgit Meineke mit Hethis in Verbindung gebracht wird, ist das lippische Heiden. Seit dem Frühmittelalter ist dort eine ungewöhnlich große Kirche nachweisbar, bei der es sich ursprünglich um die Klosterkirche gehandelt haben könnte.

## Ausgrabungen bei Neuhaus 1999
Ein gemeinsames Forschungsprojekt des Seminars für Ur- und Frühgeschichte der Georg-August-Universität in Göttingen und der archäologischen Denkmalpflege des Landkreises Holzminden untersuchte 1999 eine Fundstelle in der Nähe der Ahlequelle südlich von Neuhaus.
Unter der Leitung der Archäologen Hans-Georg Stephan und Stefan Krabath wurde eine 1.100 Quadratmeter große Fläche ausgegraben. Dabei stieß man direkt unter der Grasnarbe auf etwa sechs mal zwölf Meter große Grundrisse aus unbearbeiteten Buntsandsteinen. Dass diese entdeckten Relikte die Überreste des Klosters Hethis sind, konnte nicht belegt werden.